# 樂高玩電影
是一部2014年美國和澳大利亞合作拍攝的3D喜劇電腦動畫電影，導演為與克里斯多福·米勒，根据樂高線的玩具積木制作。配音演员有克里斯·普瑞特、威爾·法洛、伊丽莎白·班克斯、威爾·阿奈特、連恩·尼遜和摩根·弗里曼。在樂高宇宙中，一個普通小身材的建築工人艾密特被誤認為能夠拯救樂高宇宙的偉大英雄。隨著名為維特長老的巫師與一位堅強的年輕女性溫斯黛和蝙蝠俠以及一些DC的超級英雄們，艾密特不得不忘掉自己目睹的一切，並學著打敗執意摧毀樂高宇宙而重新建立的邪惡暴君。由華納兄弟发行，美國於2014年2月7日上映。
該片叫好又叫座，許多評論家稱讚其視覺風格和幽默，且全球票房超過4.01億美元。續集《樂高玩電影2》於2018年5月18日推出，並由克里斯·麥凱、菲爾·羅德與克里斯多福·米勒來製作。後來日期改至2019年2月8日。
本片獲得第87屆奧斯卡金像獎的最佳原創歌曲提名。

## 劇情
故事發生於樂高宇宙，所有的人物和建築物都是樂高組成的。故事一開始，維特長老試圖保護一種超級武器「瘋膠魔」（強力膠）以免落入邪惡的企業總裁手中，但企業總裁帶領著部下現身將瘋膠魔奪走，並弄瞎了維特長老的雙眼，得意的總裁正打算離身而去時，長老預言將會有個「非凡」的人會成為救世主來阻止瘋膠魔，說完便被總裁踹到山谷下。
八年半後，在一個叫積木堡的樂高城市裏，一名叫做艾密特的普通建築工人一如往常地出門上班，他熱愛自己的工作且也積極地融入人群中，在下班時他遇到了一個神秘女人，但女人隨即離開，當艾密特追上去時卻意外地掉到一個地洞中，並被一個紅色寶物（強力膠的蓋子）吸引，艾密特一陣頭暈目眩並昏了過去。艾密特醒來後發現自己被銬住並被警察拷問，而強力膠的蓋子居然黏在艾密特的背後。後來當對方要將蓋子取下時，先前出現過的那位女性現身救走了艾密特，並迅速利用週遭的積木組裝了一台機車帶著艾密特躲避警察的追殺，並向艾密特說出自己的名字是溫絲黛，透露其實艾密特是預言中的「救世主」。躲避到積木堡外的邊界後的西部世界，溫絲黛和艾密特見了維特長老，艾密特認為自己並不像預言中的救世主那樣是個「建築大師」，溫絲黛也這樣認為，但長老認為這是要訓練的因此決定要好好鍛鍊他。
這時，積木堡的霸主企業總裁在大樓中向壞警察指責他沒捉到艾密特，並用瘋膠魔將壞警察的父母黏住不動，還將壞警察的「好警察」的一面抹消掉。同一時間，長老和溫絲黛進入了艾密特的心靈，卻發現是一片空，可是長老發現了艾密特的心靈中有隻巨手（人類的手），這代表他似乎曾見過「樓上的人」（真實人類）。此時，壞警察帶人入侵西部世界和機器牛仔打算捕捉艾密特，在經過一場追逐後三人掉落到山谷下，本以為完蛋時，溫絲黛的男友蝙蝠俠突然開著蝙蝠戰機現身搭救一行人。
艾密特、溫絲黛、蝙蝠俠和長老來到了反企業總裁的無規定國度咕咕雲谷，並遇見了獨角貓、太空人班尼、超人、綠光戰警、神力女超人、籃球明星等知名人物。接著長老要艾密特在大眾面前以救世主的身分上台演講，但反被大眾質疑他的能力，包括曾敗給企業總裁的鬍鬚鋼也否定他；這時壞警察等人再度上門破壞一切，許多人因此被抓走、咕咕雲谷遭到毀滅，而艾密特一行人則在亂戰中乘著潛水艇逃走，壞警察和手下也在海面上搜尋他們。
在潛水艇中，艾密特向溫絲黛、蝙蝠俠、獨角貓、班尼和長老展示了他發明的的「雙層沙發」，但卻得到了失望的回應。此時潛水艇突然解體，因此一行人便靠著雙層沙發存活和躲避警察的追蹤，這時候他們便稱讚是艾密特救了大家，此時鬍鬚鋼的船經過讓他們上了船。艾密特向大家宣布自己的想法，那就是打造一輛假的貨運車潛入企業總裁大樓，大家決定這主意不錯但是卻缺少了超級引擎，這時駕駛著千年鷹號的韓·蘇洛（《星際大戰》角色）剛好路過他們的船，蝙蝠俠靈機一動和他們一同離去便找機會偷拆他們的超級引擎，才完成了貨運車。
當艾密特一行人成功潛入企業總裁大樓後，長老負責把風、班尼負責解除防護網、獨角貓和鬍鬚鋼負責導亂，而艾密特、溫絲黛和蝙蝠俠則一起將瘋膠魔的蓋子把瘋膠魔蓋住，這時溫絲黛才向艾密特透露自己的本名是露西，且原本就想成為救世主。不料一行人的行動被發現，大家都被捉住後，總裁現身殺死了長老，長老死前向艾密特表白其實救世主的預言是騙人的，但艾密特仍是最有潛力的人，並將艾密特背後的蓋子取下，企圖利用瘋膠魔將全世界的人們固定住；說完便丟下壞警察和艾密特離開大樓，接著大樓的頂部拆解移動到城市以瘋膠魔固定大家。艾密特見到了長老的鬼魂，要他不要放棄，使得艾密特將固定自己的裝置弄倒，並自己掉落到大樓下方無盡的深淵。溫絲黛到錄影室廣播要人民們堅強反抗，接著便決定到城市去對抗總裁。
艾密特醒來後發現自己掉落在人類世界，而自己成了「樂高玩具人偶」，原來這一切的故事發展都是小男孩在玩他爸爸的樂高，爸爸回來後發現自己的擺設的樂高被弄亂，生氣地將一切恢復原狀，使得人民的反抗行動受阻；而即將被用膠黏合的艾密特被小男孩撿起再度投入長筒中要他快前去拯救大家。後來爸爸冷靜下來，細心觀看了兒子的傑作，傾聽了兒子的劇情和世界觀之後，終於被兒子的童真和創意打動，決定將膠水收起來。與其將這些玩具作為收藏，倒不如分享給兒子一起玩。
艾密特獨自對付總裁，但腳卻被膠黏住，當總裁正要用膠黏住他時，艾密特告訴他總裁才是全積木堡最有創意、最有梗的救世主，所以不一定要使壞來證明自己，這話感化了原本將樂高各世界隔閡、企圖征服一切的總裁，便取消了在積木堡做亂的機器。眾人向艾密特歡呼，連蝙蝠俠也成人之美，同意讓他和溫絲黛在一起。在人類世界這邊，爸爸向兒子表示讓他也能和妹妹一起來玩樂高，此時妹妹的「樂高得寶人偶」突然現身於艾密特等人面前，並表明要統治世界。

## 角色
| 配音            | 角色                         | 介紹 |
| 克里斯·普瑞特   | 艾密特                       | 建築工人，有著一個普通且迷你的身材，被誤認為是救世主。 |
| 威爾·法洛       | 大總裁／「樓上的人」         | 反派，想讓世界被瘋膠魔侵略。其真身只是加上了超能膠的大總裁，以及是芬恩對「樓上的人」不滿的投射。真人角色「樓上的人」為芬恩的父親，拘泥於積木堡，追求完美主義者。 |
| 伊丽莎白·班克斯 | 野女孩                       | 本名露西，堅強且技術熟練。 |
| 威爾·阿奈特     | 蝙蝠俠                       | 露西的男友，和露西一樣擁有高超的積木組裝技術，喜歡用黑色積木（深灰色積木也可以），行動有點難以捉摸。                                                             |
| 連恩·尼遜       | 壞警察／好警察／好警察的父親 | 擁有好／壞兩面人格（圓框眼鏡／太陽眼鏡），聽從大總裁的指示。 |
| 摩根·弗里曼     | 維特長老                     | 一名法力高強的盲人老巫師。 |
| 查尼·泰坦       | 超人                         | 坦坦島的英雄之一。 |
| 尼克·奧弗曼     | 鋼鬍子                       | 海盜，身體擁有機械能自由變化。 |
| 爱丽森·布里     | 獨角貓                       | 頭上長角的可愛小貓，生氣時能吃掉所有物品。 |
| 查理·戴         | 賓賓                         | 1980年代的太空人，能創造許多太空船，拼裝時會像瘋子一樣。 |
| 喬納·希爾       | 綠燈俠                       | 曾想救超人，反而被超人怨恨。 |
| 科比·斯馬得兒   | 神力女超人                   | 坦坦島的英雄之一。 |
| 大衛·布洛斯     | 機械骷髏兵                   | 企業總裁的手下。 |
| 安東尼·丹尼爾斯 | C-3PO                        | 星際大戰裡的機器人。 |
| 威爾·福瑞迪     | 林肯                         | 坦坦島的英雄之一。 |
| 比利·迪·威廉斯  | 藍道·卡利森                  | 星際大戰裡的角色，韓·蘇洛的朋友。 |
| 凱斯·費格森     | 韓蘇洛                       | 星際大戰裡千年鷹號的駕駛員及擁有者。 |
| 俠客·歐尼爾     | 俠客·歐尼爾                  | NBA球星。由本人配音。 |
| 傑登·桑德       | 「樓下的人」芬恩             | 真人角色，創造積木堡的八歲男孩，樓上的人的兒子，對於其父親限制他玩樂高的態度感到不滿。                                                                           |
| 克里斯多夫·米勒 | 「褲褲在哪裡」演員           | 本片共同導演客串配音。 |
|                 | 樂高得寶人偶                 | |

## 發展
該片自2008年起一直由華納兄弟公司籌劃。2009年8月，它宣布由丹和凱文·哈格曼編寫成一個動作冒險和喜劇的電影劇本。2010年6月，《食破天驚》導演菲爾·洛德與克里斯多福·米勒被僱用為編劇和導演。2011年11月，華納兄弟表示該片將於2014年發表，電影的80％預算將用於由澳大利亞 Animal Logic製作動畫，而《機器雞》的主任克里斯·麥凱也會加入和米勒共同執導本片。2012年3月，米勒透露了影片的標題定為「Lego: The Piece of Resistance」，而故事是關於：「涉及多重樂高玩具世界觀。主角在多個不同的世界中被一個邪惡暴君凍結定型，成為宇宙中的所謂最合格樂高人物」。2012年4月，華納兄弟公司決定電影於2014年2月28日上映。
2012年6月公佈配音名單，克里斯·普拉特為主角艾密特配音，威爾·阿奈特為樂高蝙蝠俠配音，而樂高超人的角色由查尼·泰坦配音。2012年8月，據透露，伊麗莎白·班克與摩根·弗里曼將分別為露西（後改名為溫斯黛）和一位古老又神祕的魔法師維特長老配音。影片講述艾密特的故事，他是一個身材迷你、依法中規中矩又普通的樂高人物，卻被誤認為是最不尋常的建築大師。他起初遇上維特長老、溫斯黛和蝙蝠俠，在樂高宇宙一起阻止一個邪惡的暴君。在2012年10月，華納兄弟公司將影片的發布日期更改，還簡單題為「樂高」，至2014年2月7日。在2012年11月，愛麗森·布里、威爾·法洛、連恩·尼遜和尼克·奧弗曼簽署了當中的角色。布里表達了艾密特的團隊具有強大的秘密成員，法洛聲演反派——企業總裁，尼遜聲演壞警察的敵人，而奧弗曼則聲演一個要向總裁報復的海盜鬍鬚鋼。2013年3月21日，它宣布了電影的正式名字是「樂高玩電影」。
2012年7月，在LEGO官方Facebook專頁舉辦了一場比賽，優勝的樂高車輛參賽作品將會出現在電影中。後來公佈有17個樂高積木組的場景和人物將被採用，包括企業的「邪惡巢穴」 和雲鵑宮，以及一套新的16個人偶。
來自導演米勒童年的樂高創作，亦將用於影片中。

## 市場營銷
《樂高玩電影》收到了來自華納兄弟與樂高集團許多的營銷形式。靈感來自電影場景十七樓一套玩具的釋出，其中包括了一組珍藏人偶。開了一個網站可讓粉絲做出自己的人偶，在影片的官方預告片中。該公司已聘請全球的合作夥伴，以一個廣泛、多元的支持這部電影。
官方樂高品牌專賣店也已安排，每個星期，從2014年1月，一個新的人物海報給每個購買的人。此外巴諾書店將舉辦主題活動在一月、二月和三月。
一款基於電影的電子遊戲《樂高玩電影遊戲》，正由TT遊戲開發，平台為Xbox 360、Xbox One、PlayStation 3、PlayStation 4、Wii U、Nintendo 3DS、PlayStation Vita和Windows，隨著電影將被釋放於2014年。獨有的「狂野西部艾密特」將被釋放在Gamestop的遊戲預購。

## 發行
《樂高玩電影》將於2014年2月6日首映在美國加州樂高樂園，並定於在影院上映於2014年2月7日。第一部預告片發布於2013年6月18日。第二部發布於2013年10月31日，在這之前舉行了一系列特色主角的玩笑片段。

### 評價
在爛番茄上，根據242條點評，平均得分為8.1/10，給了電影95％這個積極的評價。該網站的共識指出：「擁有美麗的動畫、一個迷人的配音陣容、搞笑、一分多鐘的噱頭和一個令人驚訝周到的故事」。在Metacritic上，電影獲得了83分。《樂高玩電影》擁有豐富多彩的樂趣不分年齡人人共享」。被《时代杂志》评为年度十大佳片第三名。

### 票房
| 上一届： 《佐州自救兄弟》 | 2014年美國週末票房冠軍 第6,7,8周 | 下一届： 《永不停歇》 |

## 原聲帶
這部電影的配樂是由Mark Mothersbaugh等人負責，其中包括了羅德和米勒。《樂高玩電影》原聲帶包括歌曲《太樂搞了》（Everything Is Awesome），泰根與莎拉獨特的The Lonely Island和Shawn Patterson也包括在電影的營銷活動中使用。電影配樂將由WaterTower Music公佈於2014年2月4日。
| 曲序     | 曲目                                    | Performer(s)                      | 时长  |
| -------- | --------------------------------------- | --------------------------------- | ----- |
| 1.       | Everything Is Awesome!!!                | 泰根與莎拉獨特的The Lonely Island | 2:43  |
| 2.       | Prologue                                |                                   | 2:28  |
| 3.       | Emmet's Morning                         |                                   | 1:59  |
| 4.       | Emmet Falls In Love                     |                                   | 1:11  |
| 5.       | Escape                                  |                                   | 3:27  |
| 6.       | Into The Old West                       |                                   | 1:00  |
| 7.       | Wyldstyle Explains                      |                                   | 1:21  |
| 8.       | Emmet's Mind                            |                                   | 2:17  |
| 9.       | The Transformation                      |                                   | 1:46  |
| 10.      | Salloons And Wagons                     |                                   | 3:38  |
| 11.      | Batman                                  |                                   | 1:23  |
| 12.      | Middle Zealand                          |                                   | 0:28  |
| 13.      | Cloud Cuckooland And Ben The Spaceman   |                                   | 1:25  |
| 14.      | Emmet's Speech                          |                                   | 2:02  |
| 15.      | Submarines And Metalbeard               |                                   | 1:49  |
| 16.      | Requiem for Cuckooland                  |                                   | 1:23  |
| 17.      | Reaching the Kragle                     |                                   | 2:35  |
| 18.      | Emmet's Plan                            |                                   | 1:54  |
| 19.      | The Truth                               |                                   | 3:16  |
| 20.      | Wyldstyle Leads                         |                                   | 2:46  |
| 21.      | Let's Put It All Back                   |                                   | 2:02  |
| 22.      | I Am A Master Builder                   |                                   | 2:48  |
| 23.      | My Secret Weapon                        |                                   | 4:19  |
| 24.      | We Did It!                              |                                   | 1:31  |
| 25.      | Everything is Awesome!!!                | Jo Li                             | 1:26  |
| 26.      | Everything is Awesome!!! (Unplugged)    | Shawn Patterson and Sammy Allen   | 1:24  |
| 27.      | Untitled Self Portrait                  | Will Arnett                       | 1:08  |
| 28.      | Everything is Awesome!!! (Instrumental) |                                   | 2:41  |
| 总时长： | 总时长：                                | 总时长：                          | 58:10 |

## 續集
2014年2月3日，加爾德·史鄧被聘為續集的撰寫。2014年2月21日，宣布續集預計將於2018年4月發布。2014年3月12日，宣布動漫聯合導演克里斯·麥凱將和菲爾·洛德與克里斯多福·米勒一同製作續集。華納兄弟並無邀請製片商威秀電影回歸參予續集。後來日期改至2019年2月8日。
2017年2月，續集改由《魔髮精靈》的導演麥克·米契爾執導。

## 衍生

### 樂高蝙蝠俠電影
《樂高玩電影》的蝙蝠俠衍生電影，於2017年2月在美國上映。

### 樂高旋風忍者電影
《樂高玩電影》的衍生電影，於2017年9月在美國上映。

## 外部連結
- 官方网站
- 互联网电影数据库（IMDb）上《樂高玩電影》的资料（英文）
- Box Office Mojo上《樂高玩電影》的資料（英文）
- 爛番茄上《樂高玩電影》的資料（英文）
- Metacritic上《樂高玩電影》的資料（英文）
- AllMovie上《樂高玩電影》的资料（英文）
- 開眼電影網上《樂高玩電影》的資料（繁體中文）
- 豆瓣电影上《樂高玩電影》的資料 （简体中文）
- 时光网上《樂高玩電影》的資料（简体中文）